# Arroyo del Tala (Arroyo Maciel)
Der Arroyo del Tala ist ein Fluss in Uruguay.
Er entspringt in einigen Kilometern südöstlicher Entfernung zu Cerro Colorado und südöstlich des kartographisch verzeichneten Punktes Puntas de Chamanga sowie nordwestlich der Quelle des Arroyo San Gregorio. Von dort verläuft er auf dem Gebiet des Departamentos Flores in nordnordöstliche Richtung und mündet einige Kilometer westsüdwestlich von Goñi als linksseitiger Nebenfluss in den Arroyo Maciel.